# Lijst van oorlogsmonumenten in Harderwijk
De Nederlandse gemeente Harderwijk heeft 8 oorlogsmonumenten. Hieronder een overzicht.
| Nr.                             | Object                                 | Herdachte groep                                                                            | Ontwerper                           | Onthulling      | Type        | Locatie                     | Plaats     | Coördinaten                   | Foto                                   |
| ------------------------------- | -------------------------------------- | ------------------------------------------------------------------------------------------ | ----------------------------------- | --------------- | ----------- | --------------------------- | ---------- | ----------------------------- | -------------------------------------- |
| 55                              | Monument aan de voormalige synagoge    | vervolgden Nederland                                                                       | J.G. de Groot (11-03-1943)          | 11 april 1995   | plaquette   | Jodenkerksteeg 1, 3841 BP   | Harderwijk | 52° 21' 4" NB, 5° 37' 9" OL   | Monument aan de voormalige synagoge    |
| 491                             | Verzetsmonument                        | verzet Nederland                                                                           | Nicolaas van der Kreek (31-01-1896) |                 | zuil        | Plantage                    | Harderwijk | 52° 20' 51" NB, 5° 36' 53" OL | Verzetsmonument                        |
| 1976                            | Monument op begraafplaats Oostergaarde | burgerslachtoffers, burgers voormalig Nederlands-Indië                                     | J.G. de Groot (11-03-1943)          | 11 april 1995   | gedenksteen | Oosteinde                   | Harderwijk | 52° 20' 60" NB, 5° 38' 15" OL | Monument op begraafplaats Oostergaarde |
| 3064                            | Bevrijdingsplaquette                   | algemeen, geallieerde militairen                                                           |                                     | 6 mei 2003      | plaquette   | Smeepoortstraat 52, 3841 EJ | Harderwijk | 52° 20' 55" NB, 5° 36' 56" OL | Bevrijdingsplaquette                   |
| 3598                            | Hongerlopers                           | burgerslachtoffers, overig                                                                 | Michel Martinus (gedicht)           | 4 augustus 2010 | plaquette   | Verkeersweg 77, 3842 LE     | Harderwijk | 52° 20' 51" NB, 5° 37' 48" OL | Hongerlopers                           |
| Dit oorlogsmonument op Wikidata | Monument omgekomen vliegers            | geallieerde militairen                                                                     |                                     | 18 april 2012   |             | Wolderwijd                  | Harderwijk |                               | Monument omgekomen vliegers            |
| Dit oorlogsmonument op Wikidata | Belgisch Militair Ereveld 1914-1918    | Belgische militairen die tijden hun internering gedurende de Eerste Wereldoorlog overleden |                                     |                 |             | Oosteinde                   | Harderwijk | 52° 20' 51" NB, 5° 38' 25" OL | Meer afbeeldingen                      |
| Dit oorlogsmonument op Wikidata | Harderwijk General Cemetery            | Britse militairen die sneuvelde tijdens de Tweede Wereldoorlog                             |                                     |                 |             | Oosteinde                   | Harderwijk | 52° 20' 58" NB, 5° 38' 18" OL | Meer afbeeldingen                      |

Aalten ·
Apeldoorn ·
Arnhem ·
Barneveld ·
Berg en Dal ·
Berkelland ·
Beuningen ·
Bronckhorst ·
Brummen ·
Buren ·
Culemborg ·
Doesburg ·
Doetinchem ·
Druten ·
Duiven ·
Ede ·
Elburg ·
Epe ·
Ermelo ·
Harderwijk ·
Hattem ·
Heerde ·
Heumen ·
Lingewaard ·
Lochem ·
Maasdriel ·
Montferland ·
Neder-Betuwe ·
Nijkerk ·
Nijmegen ·
Nunspeet ·
Oldebroek ·
Oost Gelre ·
Oude IJsselstreek ·
Overbetuwe ·
Putten ·
Renkum ·
Rheden ·
Rozendaal ·
Scherpenzeel ·
Tiel ·
Voorst ·
Wageningen ·
West Betuwe ·
West Maas en Waal ·
Westervoort ·
Wijchen ·
Winterswijk ·
Zaltbommel ·
Zevenaar ·
Zutphen